# Simpang Sender Tengah
Simpang Sender Tengah is een bestuurslaag in het regentschap Ogan Komering Ulu Selatan van de provincie Zuid-Sumatra, Indonesië. Simpang Sender Tengah telt 575 inwoners (volkstelling 2010).